# Kooli, Ranibennur
Kooli là một làng thuộc tehsil Ranibennur, huyện Haveri, bang Karnataka, Ấn Độ.